# IO Волка
IO Волка (лат. IO Lupi), HD 143232 — одиночная переменная звезда в созвездии Волка на расстоянии приблизительно 480 световых лет (около 147 парсеков) от Солнца. Видимая звёздная величина звезды — от +6,65m до +6,68m.

## Характеристики
IO Волка — белая пульсирующая переменная Am-звезда типа Дельты Щита (DSCTC) спектрального класса A5mA5-F2, или A6-F3, или F0. Масса — около 2,287 солнечных, радиус — около 3,48 солнечных, светимость — около 36,554 солнечных. Эффективная температура — около 7605 K.

## Планетная система
В 2019 году учёными, анализирующими данные проектов HIPPARCOS и Gaia, у звезды обнаружена планета.